# New Zealand Federated Mountain Clubs Antarctic Expedition
Die New Zealand Federated Mountain Clubs Antarctic Expedition (NZFMCAE, englisch für Antarktisexpedition der vereinigten neuseeländischen Bergvereine) war eine von 1962 bis 1963 durchgeführte Expedition in bis dahin kaum erforschte Regionen der neuseeländischen Ross Dependency in der Antarktis. Ziel dieser Forschungsreise war die topographische und geologische Erkundung dieser Regionen. Organisiert wurde die Expedition, die auf Wunsch der Antarktisabteilung des neuseeländischen Department of Scientific and Industrial Research (DSIR) stattfand, vom Tararua Tramping Club mit Sitz in Wellington. Die Finanzierung übernahm der Dachverband, nach dem sie auch benannt ist.
Die Expeditionsmannschaft bestand aus acht Geologen, Geodäten, Meteorologen und Bergsteigern unter Leitung des Landvermessers John M. Millen, Namensgeber für die während der Expedition untersuchte Millen Range. Ihre Ausgangsstation war die neuseeländische Scott Base auf der Ross-Insel, auf der die Männer am 11. November 1962 Quartier bezogen. Von hier aus erfolgte der Weitertransport zu einem Lager auf dem Polarplateau im nördlichen Viktorialand, von wo aus zwei getrennte Teams (Nord- und Südgruppe) Exkursionsmärsche unternahmen. Die Nordgruppe unter Millens Führung erkundete das Gebiet im oberen Abschnitt des Tucker-Gletschers, während die Südgruppe unter der Leitung von Gerald Holdsworth einer Route über den Pearl-Harbor-Gletscher folgte.
Im Verlauf der Expeditionen wurden zahlreiche neue geographischen Objekte insbesondere in den Victory Mountains entdeckt und benannt, darunter der 3135 m hohe Mount Aorangi. Am 2. Januar 1963 wurde mit der Erstbesteigung des über 2600 m hohen Omega Peak der letzte große Gipfel bei dieser Expedition erreicht. Der Rücktransport zur Scott Base mit einer R4D Dakota der United States Navy erfolgte am 26. Januar 1963. Bereits am Tag darauf flog die Mannschaft mit einer Lockheed C-130, gleichfalls von der US-amerikanischen Marine, zurück nach Neuseeland.